# Bunzlauer Platz

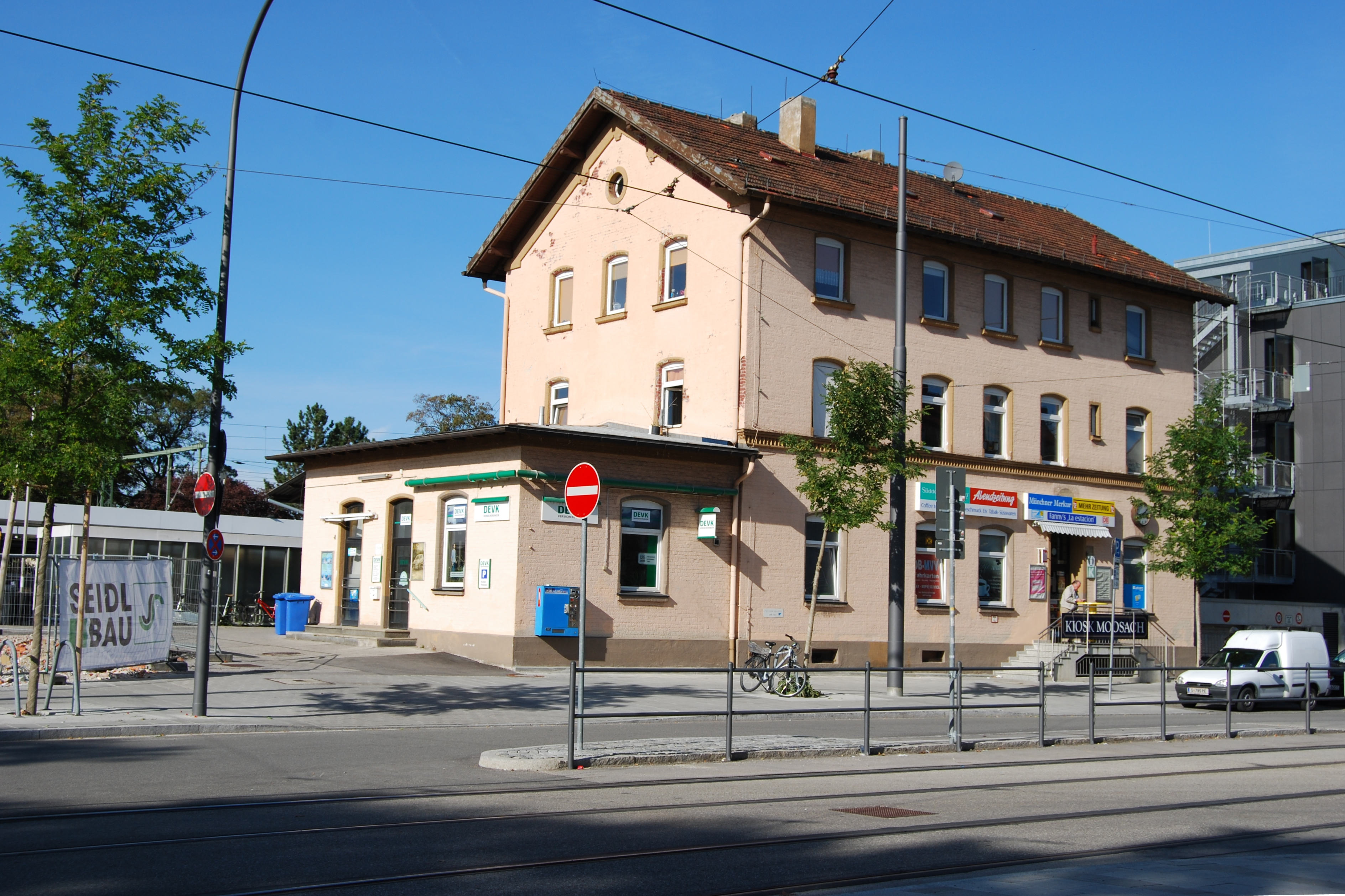
Moosacher Bahnhof vom Bunzlauer Platz aus gesehen

Der Bunzlauer Platz ist ein Platz südlich des Moosacher Bahnhofs im Münchner Stadtbezirk Moosach. Er und die in ihn einmündende Bunzlauer Straße wurden 1970 nach der schlesischen Stadt Bunzlau (heute Bolesławiec) benannt.

## Beschreibung
An Bundlauer Platz liegt die gleichnamige Haltestelle der Tramlinie 20 sowie das Nahversorgungszentrum „Meile Moosach“. 
Der Platz ist von Baumreihen umsäumt. Am Donnerstag findet von 8:00 Uhr bis 12:00 Uhr am Bunzlauer Platz ein Wochenmarkt statt, siehe auch: Münchner Wochenmärkte.